# Artur Żmijewski (aktor)

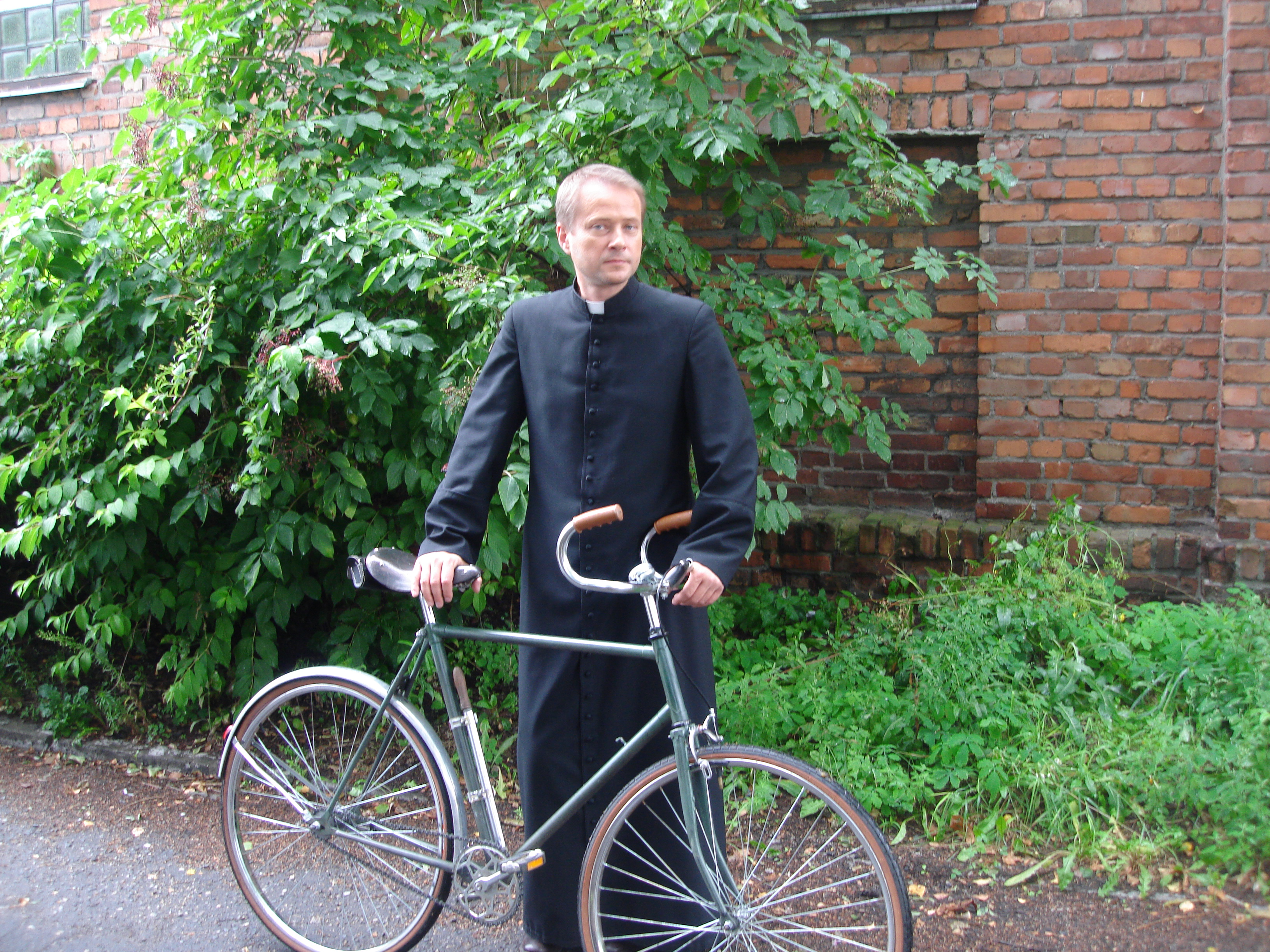
Artur Żmijewski jako ks. Mateusz Żmigrodzki (serial Ojciec Mateusz, 2008)

Artur Marek Żmijewski (ur. 10 kwietnia 1966 w Radzyminie) – polski aktor teatralny, filmowy, telewizyjny i dubbingowy, reżyser.

## Życiorys
Ukończył Liceum Ogólnokształcące im. Marii Konopnickiej w Legionowie, a następnie, w 1990 roku, PWST w Warszawie. W czasach licealnych i studenckich jako gitarzysta i pieśniarz poezji śpiewanej, a następnie artysta kabaretowy współpracował z dwiema legionowskimi formacjami: Orkiestrą Teatru ATA (1981–1986), z którą w 1986 roku wystąpił na XXIII Krajowym Festiwalu Piosenki Polskiej w Opolu i kabaretem „Pętla” (1986–1990).
Na wielkim ekranie debiutował niewielką rolą powstańca w filmie Ludmiły Niedbalskiej Dzień czwarty (1984). Zagrał główną rolę Gustawa–Konrada w dramacie Tadeusza Konwickiego Lawa (1989) i Tomasza w filmie Krzysztofa Zanussiego Stan posiadania (1989). W latach 90. zagrał m.in. główną rolę Adama Niedzickiego w Trzech dniach bez wyroku (1991), Kopyrdę w Ferdydurke (1992), Marcina Borowskiego w Daleko od siebie (1996) i Pawła w Gniewie. Zagrał w kilku filmach Władysława Pasikowskiego: Radosława Wolfa w kryminalnych dramatach Psy (1992), Psy 2. Ostatnia krew (1994) i Psy 3. W imię zasad (2020), Adama w Słodko gorzkim (1996), sierżanta Bińka w Demonach wojny według Goi (1998). Ponadto wystąpił w pierwszoplanowych rolach w zagranicznych koprodukcjach: Marty’ego w polsko-amerykańskim Aniele śmierci (1994), Józefa Migurskiego w polsko-rosyjsko-amerykańskim melodramacie Jerzego Kawalerowicza Za co? (1995), Jerzego w polsko-niemieckim dramacie Wiesława Saniewskiego Deszczowy żołnierz (1997) i Gyulę Molnara w polsko-węgiersko-niemieckiej Ucieczce (1997).
W latach 1989–1991 występował w Teatrze Współczesnym, w latach 1991–1992 w Teatrze Ateneum oraz w Teatrze Scena Prezentacje, w latach 1998–2010 występował w Teatrze Narodowym.
Szeroką rozpoznawalność zyskał rolą Jakuba Burskiego, chirurga i byłego ordynatora oddziału ratownictwa medycznego w serialu TVP2 Na dobre i na złe (1999–2012), za którą został trzykrotnie uhonorowany Telekamerą „Tele Tygodnia” w kategorii aktor (2001–2003) i Złotą Telekamerą w 2004. Od 2008 gra tytułową rolę księdza Mateusza Żmigrodzkiego w serialu TVP1 Ojciec Mateusz.
Od 2007 jest ambasadorem dobrej woli UNICEF. Od 2009 jest honorowym obywatelem miasta Legionowo.

## Życie prywatne
W 1992 ożenił się z Pauliną Petrykat, którą poznał w czasach licealnych. Mają troje dzieci, Ewę (ur. 1993), Karola (ur. 2000) i Wiktora (ur. 2002).

## Filmografia
- 1984: Dzień czwarty jako powstaniec
- 1986: Złota mahmudia jako rybak Mitko
- 1989: Lawa jako Gustaw – Konrad
- 1989: Ostatni dzwonek jako Jackowski
- 1989: Stan posiadania jako Tomasz
- 1990: Napoleon jako pisarz Napoleona (odc. 3)
- 1990: Ucieczka z kina „Wolność” jako Krzysztof, partner byłej żony cenzora
- 1991: Trzy dni bez wyroku jako Adam Niedzicki „Mruk”
- 1991: Ferdydurke (30 door key) jako Kopyrda
- 1991–1992 Kim był Joe Luis jako Maciek, przyjaciel Joniego
- 1991: Panny i Wdowy jako ksiądz Bradecki, zesłaniec na Syberii
- 1992: Enak jako młody reporter
- 1992: Psy jako Radosław Wolf, handlarz bronią; w czołówce określenie roli: Elegant
- 1994: Anioł śmierci jako policjant Marty
- 1994: Psy II: Ostatnia krew jako Radosław Wolf
- 1994: Wyliczanka jako Adam, ojciec Artura
- 1995: Daleko od siebie jako Marcin Borowski
- 1995: Ekstradycja jako Wiesiek Cyrk (odc. 1–2)
- 1995: Gnoje jako Czesiek
- 1995: Za co? jako Józef Migurski
- 1996: Deszczowy żołnierz jako Jerzy, mąż Anny
- 1996: Słodko gorzki jako Adam, przyjaciel brata „Mata”
- 1996: Ucieczka jako Gyula Molnar
- 1998: Gniew jako Paweł
- 1997: Przystań jako Rafał, kolega Jana
- 1998: 13 posterunek jako Święty Mikołaj (odc. 20)
- 1998: Amok jako makler
- 1998: Demony wojny według Goi jako Biniek
- 1998: Matki, żony i kochanki jako tenisista Piotr Rafalik
- 1998: Złoto dezerterów jako podporucznik „Pet”
- 1998: Żona przychodzi nocą
- 1999–2012: Na dobre i na złe jako chirurg Jakub Burski (odc. 1–472)
- 1999: Headquarters: Warsaw jako Karol
- 1999: Ostatnia misja jako podinspektor Krzysztof Myszkowski, zięć Sobczaka
- 1999: Pierwszy milion jako Piotr Leja
- 2000: Pierwszy milion jako „Likwidator”
- 2000: Wyrok na Franciszka Kłosa jako Aschel
- 2001: W pustyni i w puszczy jako Władysław Tarkowski, ojciec Stasia
- 2001: Miś Kolabo jako porucznik
- 2002: Sfora jako Roman Kruk, nowy współpracownik Olbrychta (odc. 9)
- 2004: Ławeczka jako Piotr Kot
- 2004: Nigdy w życiu! jako Adam
- 2006: Bezmiar sprawiedliwości jako Jerzy Kuter
- 2006: Bezmiar sprawiedliwości (serial telewizyjny) jako Jerzy Kuter
- 2006: Fałszerze – powrót Sfory jako Roman Kruk (odc. 1–14)
- 2006: Tylko mnie kochaj jako Adam z Nigdy w życiu!
- 2006: Wszyscy jesteśmy Chrystusami jako kolega Adasia z „Jutrzenki” w młodości
- 2007: Katyń jako Andrzej, rotmistrz 8. Pułku Ułanów
- 2007: Odwróceni jako podinspektor Paweł Sikora (odc. 1-13)
- 2007: Świadek koronny jako podinspektor Paweł Sikora
- 2008: Złodziej w sutannie jako ksiądz Józef Wójcik
- od 2008: Ojciec Mateusz jako ksiądz Mateusz Żmigrodzki (w odcinkach 300 i 301 również jako Eryk Rumer, sobowtór księdza Mateusza)
- 2010: Mała matura 1947[15] jako Tadeusz Taschke, ojciec Ludwika[16]
- 2012: Mój rower jako Paweł Starnawski
- 2013: Oszukane jako Janusz Szarucki
- 2014: Piąty Stadion jako Marek Nowakowski, starszy brat Borysa
- 2014: Kamienie na szaniec jako Stanisław Bytnar, ojciec Jana Bytnara, ps. „Rudy”
- 2016: Pitbull. Niebezpieczne kobiety jako „Szelka”, mąż Jadźki
- 2017: Najlepszy jako ojciec Jerzego
- 2017: Atak paniki jako Andrzej
- 2018: W rytmie serca jako Edward Wilczyński, ojciec Adama
- 2018: Dom pełen życia jako Stefan Malinowski
- 2018–2019: Chyłka jako Piotr Langer senior
- 2018: Solid Gold jako mężczyzna
- 2019: Odwróceni. Ojcowie i córki jako Paweł Sikora (odc. 1–8)
- 2019: Czarny mercedes jako mecenas Karol Holzer
- 2020: Psy 3. W imię zasad jako Radosław Wolf
- 2020: Królestwo kobiet jako Robert Klin
- 2020: Bez skrupułów jako mecenas Ryszard Kramer (odc. 4–5)
- 2021: Lepsza połowa jako Marek
- 2022: Zołza jako Jan Sobański
- 2022: Chyłka jako Piotr Langer senior
- 2023: Archiwista jako Waldemar Bożyński
- 2023: Klecha jako Stefan

## Reżyseria
- 2005–2006, 2008: Na dobre i na złe
- 2013–2022: Ojciec Mateusz
- 2020: Lepsza połowa (odc. 17-24)
- 2024: Sami swoi. Początek

## Polski dubbing
- 1973: Robin Hood jako Robin Hood

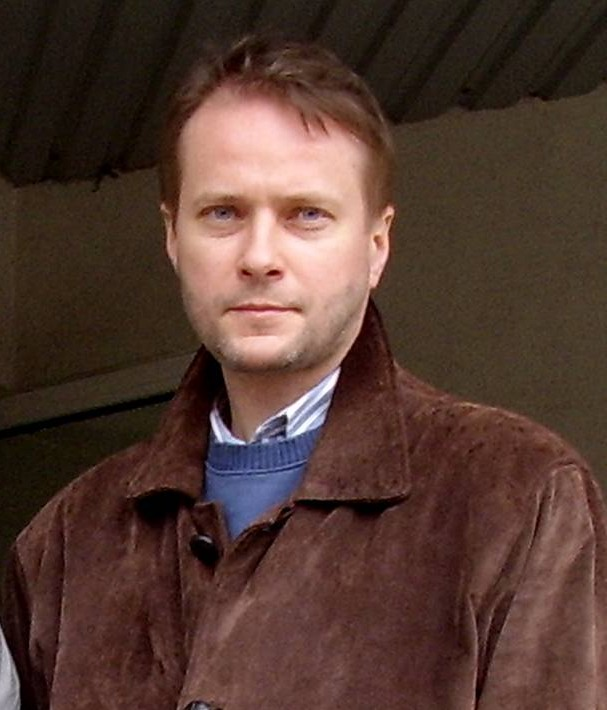
Artur Żmijewski (2007)

- 2000: Droga do El Dorado jako Tulio
- 2005: Madagaskar jako lew Alex
- 2005: Karol. Człowiek, który został papieżem jako Gubernator GG Hans Frank
- 2005: Jan Paweł II jako Roman
- 2007: Don Chichot jako Don Chichot
- 2007: Zaczarowana jako Robert
- 2008: Madagaskar 2 jako lew Alex
- 2010: Madagwiazdka jako lew Alex
- 2012: Madagaskar 3 jako lew Alex
- 2014: Pan Peabody i Sherman jako pan Peabody
- 2015: Paddington jako Paddington
- 2015: Kraina jutra jako Frank Walker
- 2016: Księga dżungli jako Akela
- 2017: Paddington 2 jako Paddington
- 2019: Król lew jako Skaza
- 2021: WandaVision jako Tyler Hayward
- 2024: Paddington w Peru Jako Paddington

## Nagrody

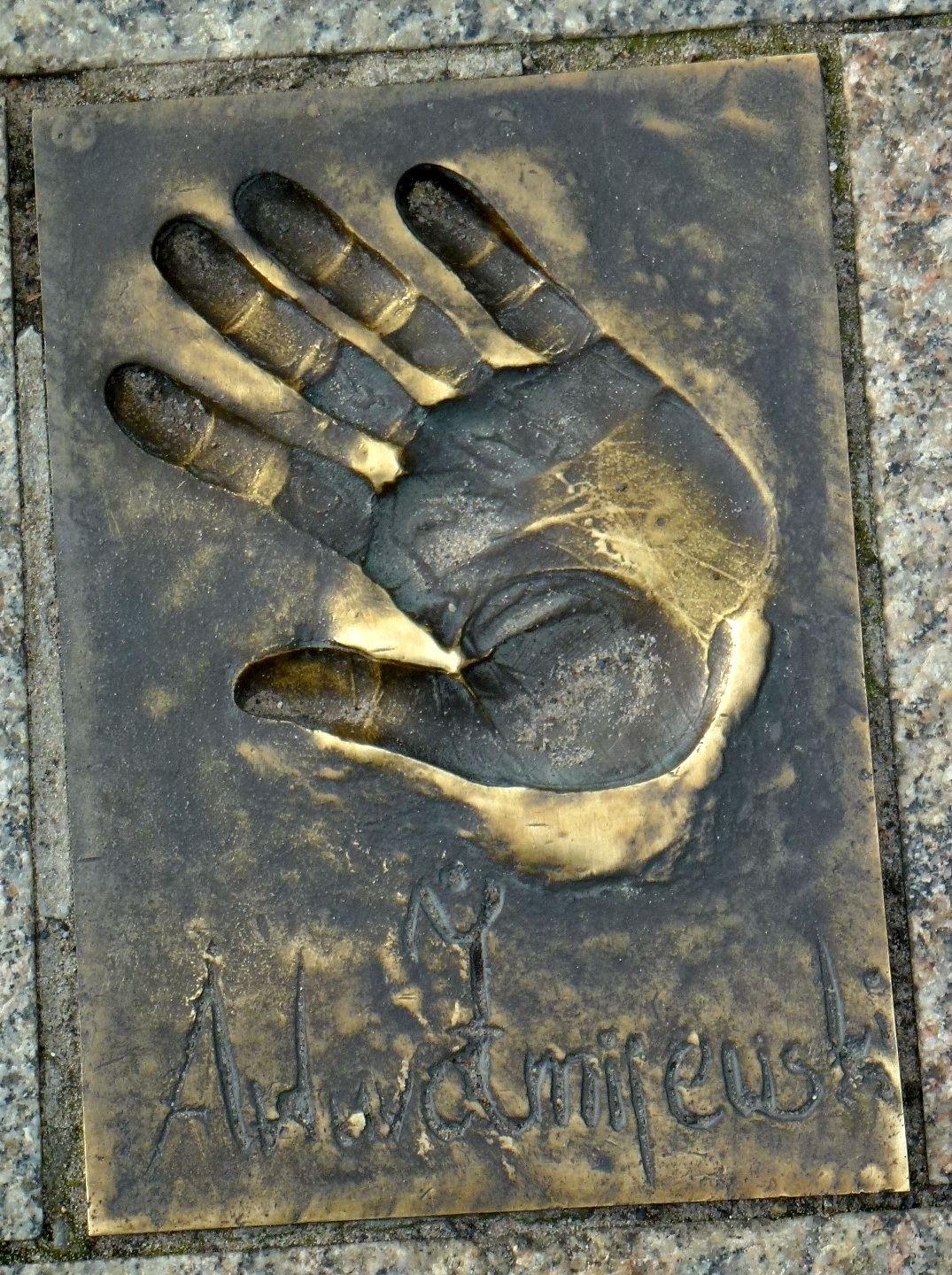
Odcisk dłoni Artura Żmijewskiego na Promenadzie Gwiazd w Międzyzdrojach

- 1989: Viareggio (MFF) „Platinium Award” dla najlepszego aktora za film Stan posiadania
- 1990: Nagroda Szefa Kinematografii za twórczość filmową w dziedzinie filmu fabularnego za film Lawa
- 1991: FPFF Gdynia, nominacja do nagrody za pierwszoplanową rolę męską w filmie 3 dni bez wyroku
- 1992: Nagroda im. Zbigniewa Cybulskiego
- 2001: Nagroda „Telekamera 2001” w kategorii: aktorzy (nagroda przyznawana przez czytelników pisma „Tele Tydzień”)
- 2002: Nagroda „Telekamera 2002” w kategorii: aktor (nagroda przyznawana przez czytelników pisma „Tele Tydzień”)
- 2002: Nagroda „Telemaska” dla najlepszego aktora Teatru Telewizji w sezonie 2001/2002.
- 2003: Nagroda „Telekamera 2003” w kategorii: aktor (nagroda przyznawana przez czytelników pisma „Tele Tydzień”)
- 2003: Nagroda „Telemaska” dla najlepszego aktora Teatru Telewizji w sezonie 2002/2003
- 2003: Nagroda im. Stefana Treugutta za spektakl teatralny Edward II
- 2003: Nagroda Viva Najpiękniejsi przyznawana przez czytelników pisma „Viva!”
- 2004: Nagroda „Złota Telekamera” (nagroda przyznawana przez pismo „Tele Tydzień”)
- 2005: Złoty Krzyż Zasługi[17][18]
- 2010: Nagroda Wiktora 2009 dla Najpopularniejszego Aktora Telewizyjnego